# Niviventer brahma
Niviventer brahma — вид пацюків (Rattini), що живе в північно-східній Індії (Аруначал-Прадеш), північній частині М'янми та південно-західному Китаї (Юньнань).

## Морфологічна характеристика
Довжина голови й тулуба від 135 до 145 мм, довжина хвоста від 200 до 225 мм, довжина лапи від 28 до 33 мм, довжина вуха від 20 до 25 мм. Волосяний покрив щільний, м'який і без колючих волосків. Колір верхніх частин варіюється від яскраво-коричнювато-оранжевого до жовтувато-коричневого, усипаний довгими чорними волосками, а черевні частини сірі з жовтувато-коричневою смугою в центрі грудей. Лінія поділу вздовж боків чітка. Від кінчика носа до за вухами є дві чорно-коричневі плями, вкриті дрібними волосками. Лапи довгі й тонкі. Зовнішня частина лап коричнювато-сіра, а пальці світло-коричневі. Хвіст приблизно в півтора рази довший за голову і тулуб, зверху коричнюватий, знизу блідіший і закінчується пучком волосся.

## Середовище проживання
Мешкає в різних лісових середовищах на висотах 2000–2800 метрів над рівнем моря.

## Спосіб життя
Це нічний і наземний вид.